# لنز سیگما ۱۰–۲۰میلی‌متر اف/۴–۵٫۶ ئی‌ایکس دی‌سی اچ‌اس‌ام
لنز سیگما ۱۰–۲۰میلی‌متر اف/۴–۵٫۶ ئی‌ایکس دی‌سی اچ‌اس‌ام (به انگلیسی: Sigma 10–20mm f/4–5.6 EX DC HSM lens) نام لنز دوربین عکاسی از نوع زوم است که توسط شرکت سیگما تولید می‌شود. فاصلهٔ کانونی این لنز ۱۰ تا ۲۰ میلی‌متر، دیافراگم آن دارای ۶ تیغه و ضریب اف آن اف ۴ تا اف ۵٫۶ است. این لنز در 1985 میلادی تولید و عرضه شده‌است.